# Liceu Michel Rodange
El Liceu Michel Rodange (LMRL) és una escola secundària a la ciutat de Luxemburg, al sud de Luxemburg. Està situat al Campus Geesseknäppchen, juntament amb diverses altres institucions educatives, la majoria d'elles, incloent ell Liceu Michel Rodange, al barri d'Hollerich, al sud-oest de la ciutat, prop del punt final de l'autopista A4.

## Història
Va ser fundat per llei el 5 d'agost 1968 amb el nom "Nouveau Lycée de Luxemburg («Nou Liceu de Luxemburg»), però va ser rebatejat per un decret Gran Ducal del 19 de gener de 1970 al seu nom actual, el de Michel Rodange, autor de l'epopeia nacional, Roman de Renart (1872).
El Liceu Rodange compta amb Jean-Claude Juncker, anterior primer Ministre de Luxemburg, entre els seus alumnes.

### Directors
- Pierre Goedert, 1968-1984
- Monique Klopp-Albrecht, 1984-2003
- Gilbert Pesch, 2003-2011
- Jean-Claude Hemmer 2011 -